# 655년

## 연호
- 당(唐) 영휘(永徽) 6년

## 기년
- 당(唐) 고종(高宗) 6년
- 신라(新羅) 태종무열왕(太宗武烈王) 2년
- 고구려(高句麗) 보장왕(寶臧王) 14년
- 백제(百濟) 의자왕(義慈王) 15년

## 사건
- 음력 2월, 백제, 태자궁(太子宫)을 극히 사치스럽고 화려하게 손질하였다.  왕궁 남쪽에 망해정(望海亭)을 세웠다.
- 음력 5월,  백제, 붉은 색의 말〔騂馬〕이 북악(北岳)의 오함사(烏含寺)에 들어가서, 울면서 불우(佛宇)를 돌다가 며칠만에 죽었다.
- 음력 7월,  백제, 마천성(馬川城)을 또다시 고쳤다.
- 8월 10일 - 교황 에우제니오 1세, 75대 로마 교황으로 취임.
- 음력 8월, 백제 의자왕은 고구려와 말갈과 더불어 신라의 30여 성을 공격하여 깨뜨렸다.  신라의 태종무열왕이 당나라에 사신을 보내 배알하였고, 표(表)를 올려 일컫기를, “백제가 고구려·말갈과 함께 우리 북쪽 경계를 침략하여, 30여 성을 빼앗았습니다.”라 하였다.
- 동로마 황제, 콘스탄스 2세, 마스트 전투에서 이슬람에 대패

## 탄생
- 동국18현 -원효대사의 아들 설총
- 신라(新羅)의 문신 김삼광(金三光)

## 사망
- 9월 16일 - 교황 마르티노 1세, 74대 로마 교황.
- 백제(百濟)의 왕후(王后) 사택왕후(沙宅王后)
- 신라의 문신 김흠운

## 참고 문헌
- 김부식 (1145), 《삼국사기》  〈권28 백제본기 제육(百濟本紀第六) 의자왕(위키문헌 번역본)〉  /(국사편찬위원회 > 한국사데이타베이스 번역본)